# MASP-1
甘露糖结合凝集素丝氨酸蛋白酶1 （Mannan-binding lectin serine protease 1，也被称为 甘露糖相关丝氨酸蛋白酶1，mannose-associated serine protease 1，缩写MASP-1）是由人类基因 MASP1 编码的一种酶。
MASP-1参与补体系统的凝集素途径，负责的切割C4和C2形成C4b2a，作为C3-转化酶参与下一步的反应。